# Макфарленд (Вісконсин)
Макфарленд (англ. McFarland) — селище (англ. village) в США, в окрузі Дейн штату Вісконсин. Населення — 8991 особа (2020).

## Географія
Макфарленд розташований за координатами 43°1′11″ пн. ш. 89°17′30″ зх. д. / 43.01972° пн. ш. 89.29167° зх. д. (43.019734, -89.291667).  За даними Бюро перепису населення США в 2010 році селище мало площу 9,20 км², з яких 9,19 км² — суходіл та 0,01 км² — водойми.

## Демографія
Згідно з переписом 2010 року, у селищі мешкало 7808 осіб у 3079 домогосподарствах у складі 2201 родини. Густота населення становила 849 осіб/км².  Було 3200 помешкань (348/км²).
Расовий склад населення:
| - 94,4 % — білих - 1,7 % — азіатів - 1,2 % — чорних або афроамериканців - 0,4 % — корінних американців - 0,1 % — вихідців з тихоокеанських островів |

До двох чи більше рас належало 1,5 %. Частка іспаномовних становила 2,3 % від усіх жителів.
За віковим діапазоном населення розподілялося таким чином: 26,9 % — особи молодші 18 років, 62,8 % — особи у віці 18—64 років, 10,3 % — особи у віці 65 років та старші. Медіана віку мешканця становила 39,7 року. На 100 осіб жіночої статі у селищі припадало 96,2 чоловіків;  на 100 жінок у віці від 18 років та старших — 93,1 чоловіків також старших 18 років.
Середній дохід на одне домашнє господарство  становив 91 267 доларів США (медіана — 67 961), а середній дохід на одну сім'ю — 105 931 долар (медіана — 96 078). Медіана доходів становила 59 416 доларів для чоловіків та 49 275 доларів для жінок. За межею бідності перебувало 6,0 % осіб, у тому числі 5,1 % дітей у віці до 18 років та 3,3 % осіб у віці 65 років та старших.
Цивільне працевлаштоване населення становило 4682 особи. Основні галузі зайнятості: освіта, охорона здоров'я та соціальна допомога — 32,6 %, роздрібна торгівля — 9,1 %, науковці, спеціалісти, менеджери — 8,6 %.